# صالة الأمير حمزة
صالة الأمير حمزة The Prince Hamzah Sports Hall) هي صالة مغلقة تقع في مدينة الحسين للشباب، عمان ، الأردن . تبلغ سعة الساحة 7500 متفرج. وهي مخصصة في المقام الأول لمباريات كرة السلة، إذ يستخدمها المنتخب الوطني الأردني لكرة السلة في بطولاته الرياضية، تم تحويل اسمها إلى صالة الأمير الحسين بن عبد الله بعد خلافات ألمت بالعائلة المالكة، حيث جرد الملك عبد الله الثاني ولاية العهد من أخيه الأمير حمزة و  نقلها إلى ابنه الأمير عبد الله بن الحسين.

## روابط خارجية
- Arena information
- Official Arena information